# Marmousets
Die Marmousets waren eine Gruppe von Beratern des französischen Königs Karl V., die Karl VI. im Oktober 1388, als er volljährig wurde und die Regierung der Herzöge beendete, wieder an die Macht holte. Die Bezeichnung ist ein Spottname, der so viel wie „alte Käuze“ bedeutet.
Die Mehrzahl von ihnen war bürgerlicher Herkunft, was sie den Fürsten verdächtig machte, und sie hatten in ihrer Karriere ein beträchtliches Vermögen angehäuft, was ihnen erheblichen Neid einbrachte. Die ihnen entgegengebrachte Feindschaft wurde noch dadurch verstärkt, dass sie eine sozial und politisch kohärente Gruppe bildeten – anders als die Herzöge, die durchaus unterschiedliche politische und wirtschaftliche Interessen verfolgten –, wodurch sie kaum auseinanderzubringen waren. Zudem verstanden sie es, ihre Position zu stärken, indem sie zum Beispiel innerhalb von drei Jahren 28 neue Conseillers (dt. Berater) ins Parlement brachten.
Die wichtigsten Marmousets waren:
- Jean Le Mercier
- Bureau de la Rivière und
- Jean de Montaigu

Hinzu kamen der Kanzler Arnaud de Corbie, der Vogt von Paris Jean de Folleville, der General Aides Nicolas de Bosc sowie erstaunlicherweise Jean Canart, der Vertraute und Kanzler des Herzogs von Burgund.
Das Programm der Marmousets, das in einigen Reformverfügungen aus Februar und März 1389 deutlich wurde, war von ihrer beruflichen Erfahrung geprägt. Sie reformierten die Verwaltung der königlichen Finanzen und stellten die der Domaine royal wieder her. Sie organisierten einen öffentlichen Dienst, der zuvor ein persönlicher Dienst am König war. Sie unterstützten Clemens VII., den Papst in Avignon, gegen die Stimmen aus der Universität Paris, die sich mehrheitlich gegen ihn wandten.
Die Marmousets wurden 1392 aus dem königlichen Rat vertrieben, als die Herzöge im Zusammenhang mit der Geisteskrankheit Karls VI. die Macht wieder an sich rissen. Die meisten von ihnen behielten jedoch ihre Ämter und setzten ihre Arbeit im öffentlichen Dienst fort. Die Inhalte ihre Regierung wurden von den Reformisten der Jahre 1405 bis 1413 wieder aufgegriffen, und man findet Teile ihrer Verordnung vom 5. Februar 1389 in den Veröffentlichungen der Cabochiens (1413) wieder.

## Quelle
- Jean Favier, Dictionnaire de la France médiévale, 1993, S. 620